# Pit Schubert
Klaus-Peter „Pit“ Schubert (geboren am 2. Dezember 1935 in Breslau; gestorben am 28. Februar 2024) war ein deutscher Kletterer, Bergsteiger und Sachbuchautor. Er war Gründungsmitglied und langjähriger Leiter des Sicherheitskreises des Deutschen Alpenvereins.

## Leben
Schubert wurde in Breslau geboren und verbrachte dort seine Kindheit. Im Herbst 1944 wurde er mit seinen Geschwistern evakuiert und fand am Fuße des Riesengebirges Unterschlupf. Sein Vater wurde bereits im Herbst 1945 aus sowjetischer Kriegsgefangenschaft entlassen und fand seine Kinder durch Zufall wieder. Der Vater und die Kinder ließen sich in Königstein im Taunus nieder. Die Mutter war seit der Evakuierung Dresdens verschwunden, erst im Frühjahr 1948 konnte sie durch den Suchdienst des Roten Kreuzes in Mittersill ausfindig gemacht werden und die Familie wurde wieder vereint.
Pit Schubert absolvierte zunächst eine Ausbildung zum Werkzeugmacher und studierte anschließend Maschinenbau in Frankfurt am Main, das Studium beendete er im Frühjahr 1961. Als Maschinenbauingenieur zog es ihn nach München, wo er rund 15 Jahre in der Luft- und Raumfahrtindustrie tätig war. Schubert war verheiratet und hatte zwei Kinder, zuletzt lebte er in Niederndorf in Tirol. Er starb am 28. Februar 2024.

## Leiter des Sicherheitskreises des DAV
Am 28. Oktober 1968 war er Gründungsmitglied des DAV-Sicherheitskreises, dessen Vorsitzender er bis zum Eintritt in den Ruhestand im Jahr 2000 war. Anfangs umfasste der Kreis neun Mitarbeiter, die alle ehrenamtlich arbeiteten. Auch Schubert übte die Tätigkeit zuerst ehrenamtlich aus, da die Arbeit aber immer umfangreicher wurde, schuf der DAV eine Stelle, in der Schubert ab 1978 diese Tätigkeit hauptamtlich ausführte. Die Hauptarbeit des Sicherheitskreises wird mit „Analyse und Prophylaxe von Berg- und Kletterunfällen sowie die Prüfung von alpintechnischer Ausrüstung und deren Normung“ definiert. Diese Arbeit erfolgte in enger Zusammenarbeit mit der UIAA und der von der UIAA durchgeführten Normung. Die UIAA-Normung basiert auf Europäischen Normen und geht geringfügig darüber hinaus. Im Jahr 2024 erfüllen alle Hersteller die vorgegebenen Normen, es ist ein Qualitätsmerkmal. Zu Beginn waren die Hersteller allerdings nicht immer begeistert, da es ihre Produktion zum Teil deutlich verteuerte.
Schwerpunkte seiner Arbeit waren Materialtests wie solche für Seile; die erste Seilnorm verlangte nur 2 gehaltene Seilstürze. Schubert hat sich dafür eingesetzt, die Anzahl der Normstürze zu steigern – seit 1981 müssen Kletterseile 5 Normstürze aushalten. Durch die Verbesserung des Materials sind Seilrisse sehr selten geworden; Seilrisse enden in der Regel tödlich. Diese Materialtests umfassten auch Karabiner, Reepschnüre und anderes beim Klettern eingesetztes Material. Die Tests an Karabinern zeigten, dass die von den Herstellern angegebenen Bruchlastwerte deutlich von der Wirklichkeit abwichen, auch Eispickel waren nicht bruchsicher. Eine Norm für Klettergurte, an der Schubert mitgearbeitet hat, wurde 1979 herausgegeben und ist noch heute (Stand 2024) gültig. Kletterhelme erhielten im Jahr darauf ebenfalls eine Norm, die deren Bruchlast definiert. Alle Materialtests müssen wissenschaftlichen Kriterien standhalten und reproduzierbar sein, das Ziel ist, eine nachprüfbare Norm zu schaffen. Damit wurden neue Standards gesetzt.
Schubert setzte sich auch für eine Sanierung von Routen ein, hier werden am Fels alte Normhaken durch moderne Bohrhaken ersetzt. Dies hat die Sicherheit am Berg beträchtlich gesteigert, auch wenn das einzelnen Puristen wie Reinhold Messner nicht gefällt, von der überwiegenden Mehrzahl der Kletterer aber sehr positiv aufgenommen wurde. Besonders im Wilden Kaiser und im Oberreintal sanierte er fast alle klassischen Routen, d. h., er ersetzte die alten rostigen Haken durch neue sichere Bohrhaken. Schubert war es wichtig, nur dort neue Bohrhaken zu setzen, wo vorher alte Haken waren, um den Charakter der Klettertour nicht zu ändern. Andrerseits plädierte Schubert dafür, die gegebenen Möglichkeiten auszuschöpfen, um eine solide Sicherungskette herzustellen und damit eine möglichst hohe Sicherheit zu gewährleisten. Die Möglichkeiten dafür seien in den letzten 40 Jahren deutlich besser geworden und diese gelte es zu nutzen.

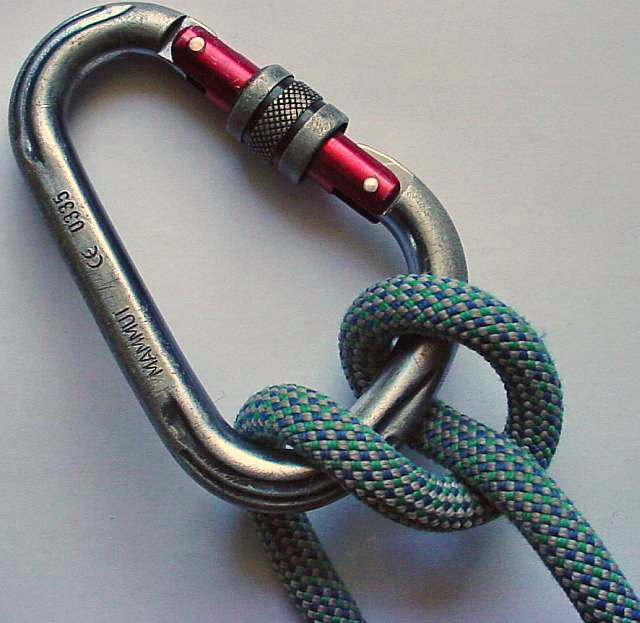
Halbmastwurf im Karabiner

Ein weiteres Gebiet der Sicherheitstests lag in den verwendeten Techniken, insbesondere wie der Seilpartner gesichert wird. Es hat sich schnell erwiesen, dass kein Mensch in der Lage war, mit den in den 1960er Jahren üblichen Methoden einen größeren Fangstoß zu halten. Dies kann den Absturz des Seilpartners zur Folge haben. Nach vielen Tests entschied sich der Sicherheitskreis Ende der 1970er Jahre, die von Werner Munter entwickelte Halbmastwurf-Sicherung (HMS) zu empfehlen. Schubert hatte aufgrund von Bremskraftmessungen erkannt, dass diese Methode die sicherste ist. Sie besticht auch durch ihre einfache Anwendung. Erst ab 2000 wurden neue Sicherungsgeräte entwickelt, die mit der HMS-Methode mithalten können.
Schubert beschäftigte sich auch mit der Mitreißgefahr von angeseilten Teams im vergletscherten Hochgebirge. Auf Gletschern ist es üblich, dass alle Mitglieder eines Teams sich hintereinander in das Seil einklinken und gemeinsam gehen, aber an keinem Fixpunkt gesichert sind. Stürzt ein Mitglied der Sicherungskette, kann es die anderen mitreißen. Die Gefahr steigt bei härterem Firn und bei zunehmender Hangneigung. Schubert propagierte daher, dass bei stark geneigtem Hang und hartem Firn immer über einen Fixpunkt (eine Eisschraube oder ein eingegrabener Eispickel) gesichert wird. Das bedeutet zwar einen Zeitverlust, erhöht aber die Sicherheit gewaltig.
Ebenso untersuchte er 2008 durch Bremsversuche in Firn und Eis, wie beim Gehen auf dem Gletscher bei Gleichgewichtsverlust ein Sturz mit dem Pickelrettungsgriff abgefangen werden kann: Immer mit der Haue bremsen; d. h., die Pickelschaufel zeigt in der Hand immer nach vorn und die Haue immer nach hinten.
Die Erkenntnisse aus den Sicherheitstests hat Schubert immer wieder publiziert, zuerst in Fachveröffentlichungen des DAV, zunehmend aber auch in anderen Zeitschriften, es sind etwa 200 Fachaufsätze. Darüber hinaus hat er etliche Bücher geschrieben, die Sicherheit und Risiko in den Bergen thematisierte. Einige der Bücher avancierten zu den Standardwerken und zu Alpinen Lehrschriften, die in der Bergführerausbildung verwendet werden (siehe Werke), die teilweise in mehrere Sprachen übersetzt wurden.
Weiterhin war er von 1996 bis 2004 Präsident der UIAA-Sicherheitskommission sowie seit 2008 UIAA-Ehrenmitglied.

## Alpinistische Karriere
Als Sechzehnjähriger trat Pit Schubert der Sektion Frankfurt am Main des Deutschen Alpenvereins bei, in der er die nötigen Klettertechniken und wesentlichen Sicherungsmaßnahmen am Fels lernte. Schnell fand er Freude am Bergsteigen und Klettern und wollte dies ausweiten. Mit 17 Jahren fuhr er mit dem Fahrrad zum ersten Mal in die Alpen. Dabei bestieg Schubert das Rubihorn (1957 m) im Allgäu, sein erster richtiger Alpengipfel. In den folgenden Jahren wurde er immer besser und er durchstieg immer schwerere Kletterrouten. Sein Weg führte ihn auch in die Dolomiten an die großen Wände: 1960 gelang ihm die Hasse-Brandler an der Rotwand und er durchstieg die Nordwand der Großen Zinne auf der Comici (V+ A0). Im gleichen Jahr machte er auch viele klassische Touren an der Fleischbank, am Predigtstuhl und am Totenkirchl, alle im Wilden Kaiser.
1961 hatte Schubert ein Kletterniveau erreicht, dass er die damals schwierigsten Routen der Nordwände der Großen und der Westlichen Zinne durchsteigen konnte. Mit Willi Pecher als Seilpartner gelang ihm die Diretissima (VIII+, VI A2, 550 m) von Hasse/Brandler an der Großen Zinne; damals galt diese Klettertour als die schwerste der Alpen. Zwei Tage später machte das Duo die Schweizerführe (VIII+, VI A3) an der Nordwand der Westlichen Zinne, die auch als extrem schwierig galt. Im Frühjahr 1962 startete er mit Jürgen Winkler (späterer Bergfotograf und Bergführer) in den Wilden Kaiser, in dem sie viele klassische Touren wie die Totenkirchl Westwand, Dülfer an der Fleischbank und noch viele andere Klettertouren durchstiegen. Danach machte das Duo mehrere Eistouren, bevor sie in die Brenta wechselten, von dort in das Ortlergebiet, danach an den Piz Palü und den Piz Badile. In allen Gebieten war ihr Ziel, die wesentlichen klassischen Touren zu durchsteigen, ein Vorhaben, das gelang. Danach ging es nach Chamonix, hier absolvierten sie die 5. Begehung des Peutereygrates und die Durchsteigung des Walkerpfeilers an den Grandes Jorasses. Zum Abschluss wiederholten sie schwierige Touren im Rosengarten, Dolomiten. Im August gelang Schubert zusammen mit 3 Linzer Bergsteigern die Durchsteigung der Matterhorn-Nordwand. Das war eine für die 1960er Jahre einmalige Bilanz an Klettertouren in kürzester Zeit.

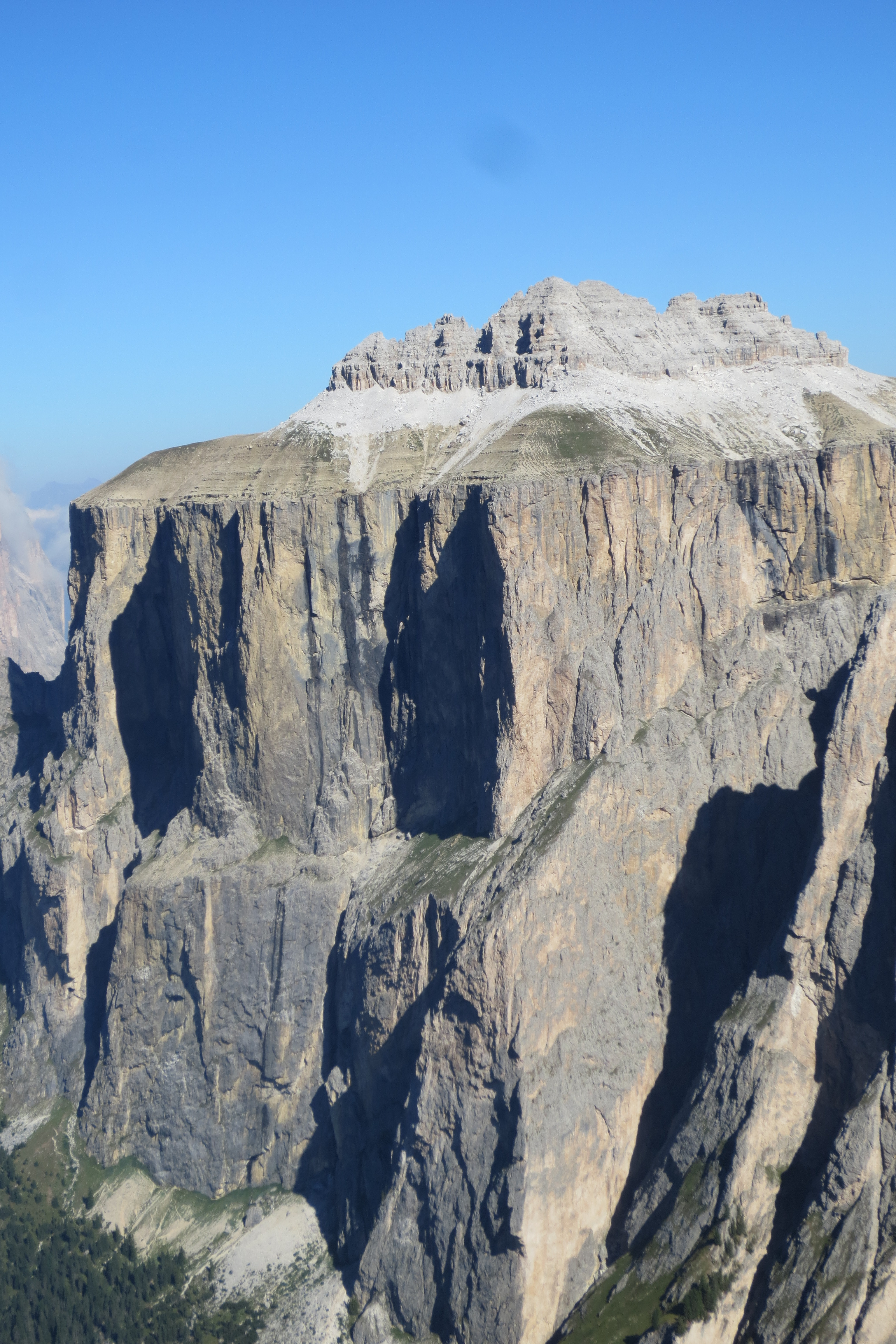
Piz Ciavazes, deutlich sichtbar das Gamsband in der Mitte, das die Wand in einen oberen und unteren Teil trennt

Ende Juli 1964 durchstieg Schubert mit 3 Kameraden die Eiger-Nordwand. Damit hatte er alle drei klassischen Nordwände durchstiegen und gehörte zur damaligen Bergsteigerelite. Er war damit einer der ersten deutschen Bergsteiger, dem das gelang.
Der nächste Schritt für Schubert war die Eröffnung neuer Routen, was er 1967 mit der Via Schubert am Piz Ciavazes in den Dolomiten verwirklichte. Diese Tour geht durch den zentralen Teil der Wand. In deren Mitte ist das „Gamsband“, das die Tour in einen unteren und oberen Teil trennt. Über das Gamsband kann auch aus der Wand ausgequert werden. Die Tour, oder besser deren unterer Teil, avancierte in den nächsten Jahrzehnten zu einer der besten und schönsten Klettereien in den Dolomiten. Dieser Erstbegehung folgten noch etliche andere.
Schubert war auch im Höhenbergsteigen sehr aktiv, das erste Mal war er im Frühjahr 1969 im Himalaya. Mehr als 70 Mal war er dort, in manchen Jahren bis zu 3 Mal. Es gelangen ihm auch mehrere Gipfelanstiege. Im Mai 1976 war das Ziel, die Südflanke des Annapurna IV (7525 m) zu durchsteigen, ein Anstieg auf den Gipfel, der noch nie gemacht wurde. Diese Flanke gehört zu den höchsten der Welt, ist steil und lawinengefährdet. Schubert und Heinz Baumann wollten es trotzdem versuchen und stiegen ein. Aufgrund der großen Hürden erreichten sie erst neun Tage nach dem Aufbruch den Gipfel, fünf Tage später als erwartet. Sie hatten zuerst den falschen Nebengipfel erreicht, waren nochmals umgekehrt, um den richtigen zu besteigen, Schubert wurde durch eine Lawine verschüttet, ein Schneesturm zwang sie zum Warten und schließlich fiel Schubert noch in eine Gletscherspalte. Da die Funkgeräte ausgefallen waren, konnten sie keine Verbindung zum Expeditionsteam aufnehmen. Als sie abgestiegen waren, fanden sie alle Lager einschließlich dem Basislager verlassen und abgebaut vor – das Team hatte angenommen, dass Schubert und Baumann gestorben seien, und hatten den Rückzug angetreten. Somit mussten sich die beiden ohne Nahrung und Hilfe allein nach unten durchschlagen. Dabei erlitten sie erhebliche Erfrierungen, Schubert mussten später alle Zehen abgenommen werden. Am Wandfuß wurden die erschöpften Bergsteiger letztlich von einem einheimischen Jäger gefunden, der sie versorgte und später das Expeditionsteam benachrichtigte.

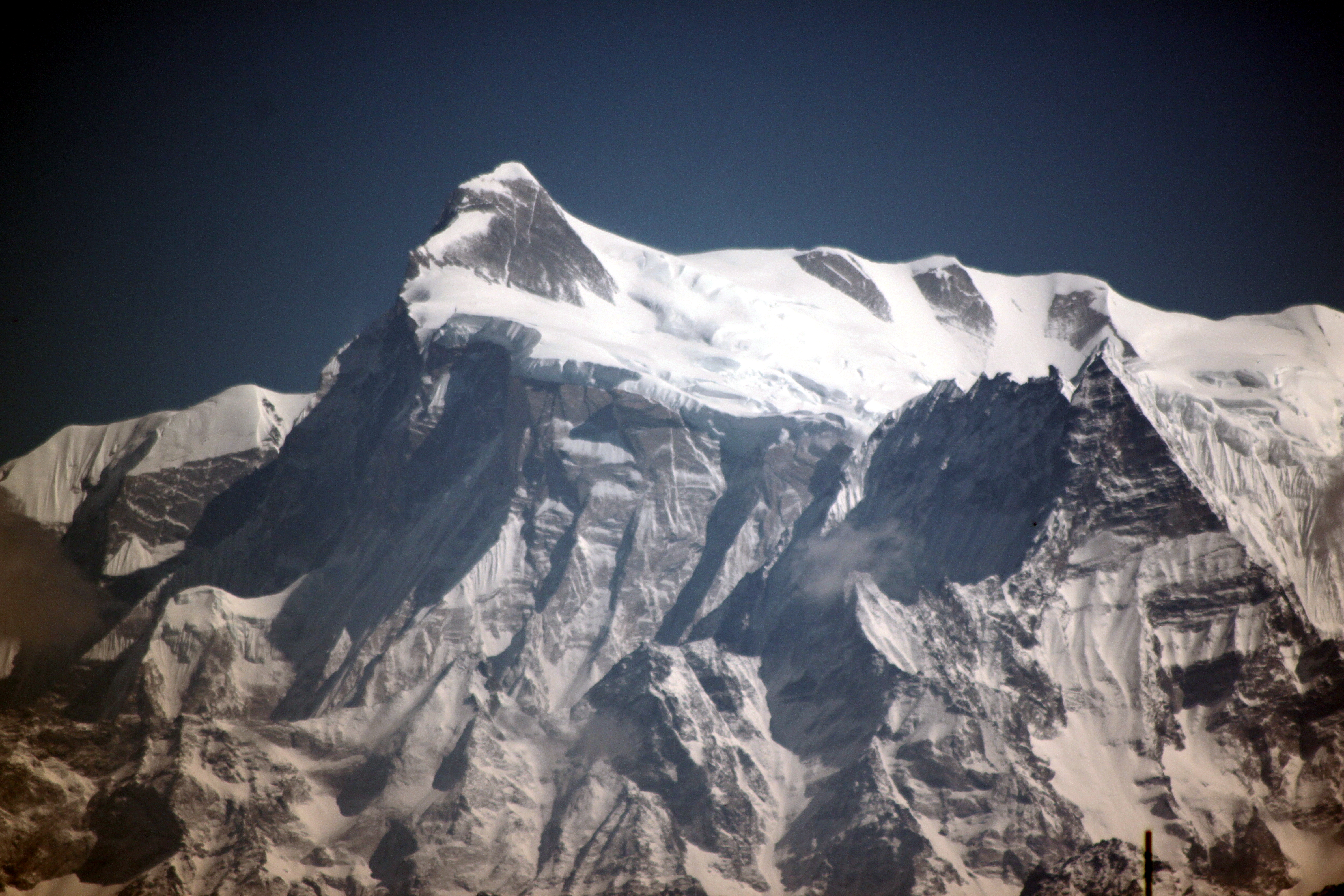
Annapurna IV mit der Südflanke

Durch die Erfrierungen und nachfolgenden Amputationen gilt Schubert als 60 % schwerbeschädigt und er litt einige Jahre unter erheblichen Schmerzen. Vom Klettern und Höhenbergsteigen hielt ihn das allerdings nicht ab, er bewältigte noch viele schwierige Touren. Im Juli 2002 gelang ihm mit einem ähnlich alten Partner die Erstbegehung der Altherrenpartie im Oberreintal, den Namen wählten sie wegen ihres Alters. Im Sommer 2004, inzwischen 68 Jahre alt, bewältigte er mit zwei italienischen Seilpartnern, beide über 70, die Dülfer an der Fleischbank Ostwand, frei geklettert eine Tour im oberen VI. Schwierigkeitsgrad. Im Juli 2017, bereits über 80, durchstieg er mit ähnlich alten Seilpartnern die Juniperus (V-, 5 Seillängen) am Plombergstein bei St. Gilgen.

## Erstbesteigungen/Erstbegehungen
Schubert gelangen mehr als drei Dutzend Erstbegehungen, auch viele Zweit- und Drittbegehungen. Eine Auswahl davon:
- 1967: Piz Ciavazes: Südwand, Via Schubert (VI+, 220 m), unterer Teil mit Karl-Heinz Matthies am 26. Mai 1967, oberer Teil mit Klaus Werner am 3. Juni 1967, Sellagruppe, Dolomiten[17]
- 1968: Guglia di Brenta: SW-Kante, Schubert/Werner (VI, 380 m), Brenta-Gruppe, Dolomiten
- 1969: Erstbesteigung des Roc Noir (Khangsar Kang, 7485 m), Karakorum
- 1970: Pala di Socorda, Südwest-Wand, Schubert/Werner (VI+, 500 m) am 25. August 1970 Rosengarten, Dolomiten[18]
- 1973: Schüsselkarspitze: Schubert/Werner-Führe, Wettersteingebirge, mit Klaus Werner am 25. und 26. August 1973
- 1974 Torre Venezia: Direkte Südverschneidung, Schubert/Werner/Wojas (VI/A3, 440 m), Civetta, Dolomiten[19] (wegen Bergsturz nicht mehr begehbar)[20]
- 1975: Fleischbank: Neue Ostwand, Pohlke/Schubert (VIII, 360 m), Kaisergebirge[21]
- 1976: Erste Durchsteigung der Südflanke der Annapurna IV (7525 m), Annapurna Himal
- 2002: Unterer Berggeistturm: Altherrenpartie (V, 210 m) im Oberreintal mit Manfred Thieme am 8. Juli 2002, Wettersteingebirge[22]

## Ehrungen
Schubert erhielt für seine Arbeit im Sicherheitskreis viele Ehrungen, dazu gehören:
- das Bundesverdienstkreuz,
- die Ehrenmitgliedschaft der UIAA,
- Ehrenmitgliedschaft des polnischen und des akademischen tschechischen Alpenvereins,
- die „König-Albert-Verdienstmedaille“ und
- der „Dietmar-Eybl-Preis für Sicherheit am Berg“.[23]

## Werke
Bekannt wurde er durch seine Alpinen Lehrschriften, die sich mehrheitlich um Sicherungsfragen drehen. Er hat aber auch Führer und Kurzgeschichten verfasst. Ein Auszug aus seinen Schriften enthält:
- Königer, Schubert, Werner: Montblanc Gruppe, Bergverlag Rother, 6. Auflage, München 1974, ISBN 3-7633-2418-6
- Moderne Felstechnik. Bergverlag Rother, München 1975, ISBN 3-7633-6013-1.
- Alpine Eistechnik. 12. neu bearbeitete Auflage. Bergverlag Rother, München 1981, ISBN 3-7633-6055-7.
- Die Anwendung des Seiles in Eis und Fels. Bergverlag Rother, 1998, ISBN 3-7633-6082-4.
- Alpine Seiltechnik für Anfänger und Fortgeschrittene. Bergverlag Rother, 2000, ISBN 3-7633-6083-2.
- Alpenvereinsführer Kaisergebirge extrem. Bergverlag Rother, 2000. ISBN 3-7633-1272-2.
- Alpin-Lehrplan, Bd. 5: Sicherheit am Berg. BLV Verlagsgesellschaft, 2003, ISBN 3-405-16632-2.
- Sicherheit und Risiko in Fels und Eis. Bergverlag Rother, Band 1, 7. Auflage, 2004, ISBN 3-7633-6016-6; Band 2, 2002, ISBN 3-7633-6018-2; Band 3, 2006, ISBN 3-7633-6031-X.
- Anekdoten vom Berg: Amüsante Geschichten vom Bergsteigen, Klettern und Skifahren. Bergverlag Rother, 2010, ISBN 3-7633-7039-0.
- Klettersteiggehen. Bergverlag Rother, 7. Auflage, 2020, ISBN 978-3-7633-6019-2.